# Горшков, Юрий Александрович
Юрий Александрович Горшков (род. 13 марта 1999, Кондопога, Карелия) — российский футболист, защитник петербургского «Зенита» и сборной России.

## Биография
Начинал заниматься футболом в ДЮСШ № 7 (г. Кондопога). В возрасте 12 лет, после удачно пройденного просмотра, был зачислен в академию «Чертаново». Там же окончил общеобразовательную школу с золотой медалью. После школы поступил и успешно окончил Российский государственный университет физической культуры, спорта и туризма.
На профессиональном уровне дебютировал в составе «Чертаново» 18 августа 2016 года в матче Первенства ПФЛ против клуба «Энергомаш», в котором вышел на замену на 79-й минуте вместо Владислава Сарвели. В сезоне 2017/18 вместе с «Чертаново» стал победителем зоны ПФЛ «Запад» и следующие два сезона отыграл в ФНЛ.
Летом 2020 года, в составе группы из восьми «чертановцев», перешёл в «Крылья Советов». 21 апреля 2021 года отыграл полный матч в рамках полуфинала Кубка России 2020/21, в котором «Крылья» в серии послематчевых пенальти одержали победу над «Ахматом».
В 2021 году в составе «Крыльев Советов» вышел в премьер-лигу. 25 июля 2021 года дебютировал в премьер-лиге в стартовом составе в матче против «Ахмата» (1:2). Первый гол в премьер-лиге забил 20 марта 2022 года в ворота «Сочи» (3:2).
24 июня 2024 года перешёл в «Зенит», заключив контракт по схеме 3+1. Дебютировал за клуб 13 июля в рамках игры за Суперкубок России против «Краснодара» (4:2).

## Достижения
«Чертаново»
- Победитель первенства ПФЛ (зона «Запад»): 2017/18

«Крылья Советов»
- Победитель первенства ФНЛ: 2020/21
- Финалист Кубка России: 2020/21

«Зенит»
- Серебряный призёр чемпионата России: 2024/25
- Обладатель Суперкубка России: 2024

Личные
- В списках 33 лучших футболистов чемпионата России (1): № 2 — 2023/24

## Статистика

### Клубная
| Выступление      | Выступление      | Выступление      | Лига | Лига | Кубки | Кубки | Итого | Итого |
| Клуб             | Лига             | Сезон            | Игры | Голы | Игры  | Голы  | Игры  | Голы  |
| ---------------- | ---------------- | ---------------- | ---- | ---- | ----- | ----- | ----- | ----- |
| Чертаново        | ПФЛ              | 2016/17          | 15   | 0    | —     | —     | 15    | 0     |
| Чертаново        | ПФЛ              | 2017/18          | 22   | 1    | 3     | 1     | 25    | 2     |
| Чертаново        | ФНЛ              | 2018/19          | 36   | 2    | 1     | 0     | 37    | 2     |
| Чертаново        | ФНЛ              | 2019/20          | 22   | 0    | 1     | 0     | 23    | 0     |
| Чертаново        | Итого            | Итого            | 95   | 3    | 5     | 1     | 100   | 4     |
| → Чертаново-2    | ПФЛ              | 2018/19          | 1    | 0    | —     | —     | 1     | 0     |
| → Чертаново-2    | Итого            | Итого            | 1    | 0    | —     | —     | 1     | 0     |
| Крылья Советов   | ФНЛ              | 2020/21          | 41   | 3    | 7     | 0     | 48    | 3     |
| Крылья Советов   | Премьер-лига     | 2021/22          | 29   | 2    | 2     | 0     | 31    | 2     |
| Крылья Советов   | Премьер-лига     | 2022/23          | 24   | 0    | 10    | 0     | 34    | 0     |
| Крылья Советов   | Премьер-лига     | 2023/24          | 29   | 4    | 5     | 0     | 34    | 4     |
| Крылья Советов   | Итого            | Итого            | 123  | 9    | 24    | 0     | 147   | 9     |
| Всего за карьеру | Всего за карьеру | Всего за карьеру | 219  | 12   | 29    | 1     | 248   | 13    |

### Сборная
| Матчи и голы Юрия Горшкова за сборную России | Матчи и голы Юрия Горшкова за сборную России | Матчи и голы Юрия Горшкова за сборную России | Матчи и голы Юрия Горшкова за сборную России | Матчи и голы Юрия Горшкова за сборную России | Матчи и голы Юрия Горшкова за сборную России | Матчи и голы Юрия Горшкова за сборную России |
| -------------------------------------------- | -------------------------------------------- | -------------------------------------------- | -------------------------------------------- | -------------------------------------------- | -------------------------------------------- | -------------------------------------------- |
| №                                            | Дата                                         | Оппонент                                     | Счёт                                         | Голы                                         | Соревнование                                 |                                              |
| 1                                            | 16 октября 2023                              | Кения                                        | 2:2                                          | —                                            | Товарищеский матч                            |                                              |
| 2                                            | 21 марта 2024                                | Сербия                                       | 4:0                                          | —                                            | Товарищеский матч                            |                                              |
| 3                                            | 7 июня 2024                                  | Беларусь                                     | 4:0                                          | —                                            | Товарищеский матч                            |                                              |

Итого: 3 матча; 2 победы, 1 ничья, 0 поражений.

## Личная жизнь
Женат с 2019 года. Есть ребёнок.